# خوسيه باديلا (موسيقي)
خوسيه باديلا (بالإنجليزية: José Padilla) هو موسيقي أمريكي، ولد في 18 أكتوبر 1970 في بروكلين في الولايات المتحدة.

## وصلات خارجية
- خوسيه باديلا على موقع إن إن دي بي (الإنجليزية)